# Ханс Щубе
Ханс Карл Оскар Щубе (немски: Hans Karl Oskar Stubbe) (7 март 1902, Берлин – 14 май 1989) е германски растениевъд генетик.
Той е академик – чуждестранен член на БАН от 1961 г., член и на други чуждестранни академии. Председател е на Германската академия на селскостопанските науки. Носител е на Национална награда. Почетен доктор на университетите в Йена, Краков, Берлин и Хале.

## Биография
Роден е на 7 март 1902 г. в Берлин. Следва във Висшето селскостопанско училище в Берлин и в Гьотингенския университет.